# Habitus (sociologi)
Habitus (latin: habitus, karaktär, fysiskt eller emotionellt tillstånd) är en term inom sociologi och antropologi. Termen användes av exempelvis Thomas av Aquino och togs senare in i sociologin i och med Marcel Mauss arbete och vidareutvecklades sedan främst av Pierre Bourdieu.
Livsstil och smak, som oftast innebär avsmak för en annan grupps smak, utgör viktiga delar i en individs habitus. Individens habitus präglas av den förhärskande habitus i den grupp individen tillhör. Habitus skapar gemensamma sätt att se på omvärlden och sig själv. Den är också ett medel för att avgränsa sig från andra grupper.
Bourdieu beskriver en särskild genushabitus som innebär att kvinnor har internaliserat tankemönster som beskriver dem som underordnade männen. Denna könshabitus är så att säga inristad i kroppen och gör det svårt att bryta med handlingsmönster som upprätthåller underordningen. 